# Brzezie (Wieliczka)
Pour les articles homonymes, voir Brzezie.
Brzezie est une localité polonaise de la gmina de Kłaj, située dans le powiat de Wieliczka en voïvodie de Petite-Pologne.